# Piano Tiles
Piano Tiles (iOS: Piano Tiles: Don't Tap the White Tile o Android: Don't Tap the White Tile) es una aplicación para un jugador publicada el 28 de marzo de 2014 por Umoni Studio, empresa del creador, llamado Hu Wen Zeng. El juego tiene 6 modos, que fueron creados por Amr Hoballah; estos modos son el clásico, arcade, zen, rush, arcade+ (que incluye los modos bomba, rayo, bicapa, doble e indeterminado) y tandas. A mediados de abril de 2014 fue el juego más descargado en Android. A principios de julio se publicó para Windows Phone.

## Jugabilidad
Piano Tiles es un juego que consiste en tocar cuadrados negros, que emiten sonido de teclas de piano. Si el jugador toca un cuadrado blanco, perderá la partida y, a su vez, sonará una estridente nota de piano.

## Modos
- Modo Clásico

Hay un número de cuadrados que debes tocar para ganar. La pantalla se mueve manualmente, según la velocidad en la que toques los cuadrados. Hay que hacerlo en el período de tiempo más corto posible.
- Modo Arcade

Los cuadrados se mueven automáticamente y el jugador debe tocarlos antes de que pasen. La velocidad va aumentando progresivamente.
- Modo Zen

Hay un límite de tiempo y el jugador debe tocar los cuadrados antes de que se agote.
- Modo Rush

La pantalla se mueve automáticamente, de forma similar al modo arcade. La velocidad va aumentando progresivamente, pero no hay límite de velocidad y, cada vez, obliga al jugador a tocar más cuadrados por segundo.
- Modo Tandas

Es similar al modo zen, pero el límite de tiempo se reinicia cada vez que completas una tanda. Si el jugador no es capaz de completar una tanda antes de que se acabe el tiempo, perderá la partida.
- Modo Arcade+

Tiene diferentes efectos que lo hacen más difícil: desde no poder saber con certeza que letra sigue, que se "sacuda", rote la pantalla, tocar dos teclas en una sola fila, hasta que cambien de lugar los cuadros, pasando por más cuadros y cambios bruzcos de velocidad.
- Modo blanco y dorado

Este modo, pertenece a la sección Arcade+, pero es especial, ya que fue creado en homenaje al polémico vestido que "cambia de color", y el objetivo es evitar tocar la tecla blanca y dorada, tocando las azules y negras. A medida que pasa el tiempo, las azules irán cambiando su color a dorado y blanco, confundiendo al jugador.